# A halál ötven órája
A halál ötven órája (Battle of the Bulge) az ardenneki ütközetet feldolgozó 1965-ben bemutatott szélesvásznú háborús film. A filmet Spanyolországban forgatták, Ken Annakin rendezte. A főbb szerepekben Henry Fonda, Robert Shaw, Telly Savalas, Robert Ryan, Dana Andrews és Charles Bronson látható. A filmet Ultra Panavision 70 típusú kamerával forgatták 70 milliméteres filmre (Cinerama). 
Világbemutatója 1965. december 16-án, az Ardenneki csata kezdetének 21. évfordulóján volt Kaliforniában, Hollywoodban a Cinerama Dome filmszínházban.
A film készítői három napba sűrítették a Németország, Belgium és Luxemburg területén csaknem egy hónapig tartó csatát. A film egyes helyszínei nem hasonlítanak a csata valódi helyszíneire. Ez kritikáknak adott alapot a film történelmi hitelességével kapcsolatban.
Ellentétben a legtöbb második világháborús filmeposszal A halál ötven órája szereplői kitalált alakok, noha egy részüket valóságos személyekről mintázták. Ennek magyarázata feltehetőleg a csata ellentmondásos megítélése mindkét oldalon. Bár a szövetségesek végül megnyerték a csatát, mégis a német támadás meglepetésként érte őket, és a csata kezdeti szakaszában nagy veszteségeket szenvedtek. Ebben a filmben szinkronizálta először Inke László Telly Savalast.

## Cselekmény
|  | Alább a cselekmény részletei következnek! |

A film kezdetén Kiley alezredes (Henry Fonda) és pilótája Joe (Robert Woods) egy felderítő repülőgéppel repülnek az Ardennek felett. Alattuk egy kanyargós hegyi úton Hessler ezredes (Robert Shaw) sofőrjével, Konraddal (Hans Christian Blech) egy nyitott személyautóban tart új megbízatását átvenni. Konrad ijedtében árokba vezeti az autót, miközben Hessler ezredes megőrzi a nyugalmát, s leteremti Konradot, amiért ő megijedt egy fegyvertelen felderítő repülőgéptől.
Eközben Kiley alezredes és Joe már visszafelé tartanak amikor is álcázott német tankokat vesznek észre egy erdőben és szintén lefényképezik azokat. Hessler ezredes és Konrad röviden megvitatják a háború helyzetét, s a reménytelenség érzése uralkodik el rajtuk. „A világ fog megszabadulni mindkettőnktől” véli Hessler ezredes, aztán újra elégedetlenségét fejezi ki, amiért Konrad járva hagyta az autó motorját, pazarolva ezzel a német hadsereg egyre ritkább erőforrását, az üzemanyagot.

Hessler ezredes és Kohler tábornok

Hessler ezredes megérkezik egy föld alatti parancsnoki bunkerbe, ahol a felettese, Kohler tábornok (Werner Peters) bemutatja neki a legújabb német csodafegyverek modelljeit: sugárhajtású vadászgépet, V-2 rakétát, és a Királytigris tankot.
Ezek után úgy tűnik, hogy amerikai katonák ütnek rajta Kohler tábornokon és Hessler ezredesen, és foglyul ejtik őket. Ők azonban német katonák álruhában Schumacher hadnagy (Ty Hardin) vezetésével. Feladatuk, hogy ezek az angolul is beszélő katonák a következő hadműveletben hidakat foglaljanak el, és zavart okozzanak az amerikai frontvonalak mögött.
Kohler tábornok egy ötven órás visszaszámlálásra készített órát mutat Hessler ezredesnek. Ennyi az az idő, amelyen belül esély van egy átfogó támadás sikerére, s kinevezi Hessler ezredest egy páncélos dandár parancsnokává. Ezek után egy udvaron felsorakozott Királytigris tankokat láthatunk és Hessler ezredes kijelenti, hogy vállalja a megbízást.
Mindeközben Kiley alezredes visszaérkezik a főhadiszállásra és figyelmezteti feletteseit, Grey tábornokot (Robert Ryan) és Pritchard ezredest (Dana Andrews) egy közelgő nagy német támadás veszélyére. Felettesei kétségüket fejezik kik, hogy a németeknek lenne még elegendő erejük nagyobb támadás indítására.
A német parancsnokságon Konrad szembesíti Hessler ezredest a siker esélyének csekélységével, rámutatva, hogy azok a tapasztalt veterán harckocsizó katonák, akikkel Hessler ezredes először ment harcba Lengyelországban már nincsenek közöttük. Hessler ezredes összehívatja a harckocsi parancsnokokat, és észreveszi, hogy mindegyikük fiatal, s ezt kifejezi Kohler tábornoknak is. Kohler szerint csupán Hessler nem bízik az embereiben. A harckocsiparancsnokok a Panzerlied éneklésébe kezdenek. A harci szellem eme megnyilvánulása eloszlatja Hessler ezredes kétségeit.
Kiley alezredes több bizonyítékot akar szerezni a németek szándékairól, ezért meglátogat egy amerikai gyalogsági harcálláspontot a Siegfried-vonalban, amelyik Wolenski őrnagy (Charles Bronson) parancsnoksága alatt áll. Útközben egy M24 Chaffe tank lassítja le, amelyről a félreállás közben feketepiaci áruk esnek le. A harckocsi parancsnoka "Guffy" őrmester (Telly Savalas) Eddy (Steve Rowland) harckocsizó lövész kérdésére elmagyarázza, hogy nem óhajt szegényen hazatérni a háborúból, ezért van náluk a sok áru. A harcálláspontról Weaver hadnagy (James MacArthur) és Duquesne őrmester (George Montgomery) vezetésével egy őrjárat néhány fiatal német foglyot ejt. Kiley véleménye szerint ezekkel a fiatal újoncokkal váltották fel a támadásra készülő veterán német csapatokat, de Pritchard ezredes elutasítja ezt is.
Másnap reggel a katonák még a körletükben alszanak, amikor Hessler ezredes megindítja a támadást. A közeledő német tankok csörömpölése ébreszti Wolenski őrnagy embereit, akik a Schnee Eifel erdőségeiben foglalnak el védekező állást, de a német harckocsik lerohanják őket és áttörik a frontot. Néhány M24 Chaffe köztük Guffyéi is megpróbálja lassítani a német előrenyomulást, de erőfeszítésük az amerikai tankok gyenge tűzereje és vékony páncélzata miatt hatástalannak bizonyul. Guffy tankját is találat éri, két embere meghal, Guffy őrmester és Eddie, csakúgy, mint Wolenski őrnagy megmaradt katonái visszavonulnak. Weaver hadnagy és Duquesne őrmester azonban az előretörő németek mögött rekednek, és aggodalommal figyelik a németeket.
Schumacher hadnagy és kommandósai amerikai műszaki csapatok megsemmisítésével elfoglalják az Our folyó egyetlen ép hídját, amelyik nehéz harckocsikat is elbír. Miután a híd biztosítva van, Hessler ezredes tankjai Von Diepel őrnagy (Karl Otto Alberty) páncélgránátosainak a kíséretében átkelnek a hídon és tovább nyomulnak előre Amblève városa felé. Az átkelést a távolból Kiley alezredes figyeli, és észreveszi, hogy a németek üres hordókat is cipelnek magukkal.
Schumacher hadnagy és csapata átveszi az irányítást egy útkereszteződésnél, amelybe a Siegfried-vonalhoz Amblève-be és Malmedybe vezető utak futnak össze, és a felcserélt útjelzőtáblák segítségével Wolenski őrnagy visszavonuló csapatait Amblève helyett Malmedybe irányítják. Bár Duquesne őrmester észreveszi, hogy rossz irányba mutatnak az útjelzőtáblák, Weaver hadnagy parancsot ad neki a továbbhaladásra. Nem tudják, hogy addigra Malmedyt már elfoglalta egy SS alakulat. A dzsipjük elromlik, az előretörő németek mögött rekednek és aggodalommal figyelik a németeket, s gyalog folytatják az utat.
A németek elfogják és a többi amerikai fogoly közé terelik őket. Az SS-ek lemészárolják az amerikai hadifoglyokat. Weaver hadnagynak sikerül elmenekülnie, de Duquesne őrmester meghal. Az amerikaiak gyanakodni kezdenek Schumacher hadnagy katonáira, miután kiderül, hogy az Our folyó hídját épségben foglalták el a németek.
Kiley alezredes, Grey tábornok és Pritchard ezredes társaságában figyeli, ahogyan Guffy őrmester kiürült üzemanyag tartályú tankját egy gumicső segítségével feltankolják. Kiley megjegyzi, hogy a németeknél üres hordókat és gumicsöveket látott, ami azt jelentheti, hogy a németeknek nincsen elegendő üzemanyaguk, ezért ott szereznek, ahol tudnak. Pritchard bocsánatot kér Kileytől, amiért korábban nem hitt neki.
Miközben Grey tábornok Amblève-ben éppen a főhadiszállást evakuálja, egy fegyvertelen katona fut el mellettük. Grey tábornok megállíttatja és kérdőre vonja, hol a fegyvere, egysége. A katona elmondja, hogy mind meghaltak. Grey tábornok látva hadserege állapotát megfordul és új parancsot ad ki. Lefújja a visszavonulást és Amblève védelmét rendeli el. Erősítést kér, 155 mm-es ágyúkat ígérnek neki vasúton szállítva.
Guffy őrmester találkozik helyi feketepiaci munkatársával, Louise-zal (Pier Angeli), hogy leállítsa az üzletet, mert jönnek a németek. Miközben a nő érzelmeket táplál Guffy felé, addig Guffy látszólag csak üzlettársnak tartja őt. Az összegyűjtött pénzét Guffy Louise-nál hagyja, távozás előtt megcsókolja.
Kohler tábornok tájékoztatja Hessler ezredest, hogy a német támadás élén halad. Büszkén mondja Hessler Konradnak, hogy korábban nem gondolta, hogy nyerhetnének, de most minden megváltozott. Konrad kérdezi, hogy mi lesz a fiaival, Hessler azt válaszolja, hogy katonák lesznek ők is, mint az apjuk, és ha kell, meghalnak Németországért.
Hessler ezredes erői körülzárják Amblève-et, az amerikaiaknak erősítést szállító vonatot egy magányos német tank szétlövi, lehetetlenné téve, hogy Grey tábornok serege ki tudjon tartani Amblève-ben nehézpáncélosok ellen. A németek megtámadják a várost, de visszaverik őket, és nem sikerül elfoglalniuk.
Kohler tábornok felkeresi Hessler ezredest és megparancsolja, hogy kerülje meg Amblève-et és folytassa az előrenyomulást, de miután Hessler ezredes megmutat neki egy friss Bostonban készített és onnan küldött tortát, amivel azt példázza, hogy az amerikaiak nem is gondolják, hogy veszíthetnek, ha üzemanyag és fegyver helyett tortákat küldözgetnek az óceánon át, ezért el kell foglalni a várost és megtörni az amerikaiak hitét, Kohler tábornok engedélyt ad az ostrom folytatására. Éjszaka Hessler tankjai és Von Diepel gránátosai újabb támadást indítanak, Grey tábornok Wolenski őrnagyot bízza meg az utóvéd feladatokkal, amíg kiürítik a várost. A várost elfoglalják a németek, Wolenski őrnagy és sok amerikai katona fogságba esik, de Grey tábornok, Pritchard ezredes és Kiley alezredes elmenekül a Meuse folyó felé.
Amblève-ben egy fiatal fiú, Jean rálő Hessler ezredesre, de nem találja el. Német katonák elfogják és Hessler ezredes elé viszik. Megjelenik a fiú apja és kegyelemért könyörög. Hessler ezredes elengedi a fiút, de lelöveti az apát.
Hessler ezredes az ebédjét fogyasztaná a parancsnoki járművében, amit Konrad szerzett neki. Hessler ezredes ugyanazt akarja enni, amit a katonái is esznek. Ajándékként előlépteti Konradot, közben hallatszik a háttérben, ahogyan kivégzik Jean apját.
Von Diepel őrnagy jelenti Hessler ezredesnek, hogy a hadifogoly Wolenski őrnagy követeli, hogy beszélhessen vele. Hessler ezredes Wolenski őrnagytól értesül a Malmedy mészárlásról. Hessler panaszkodik emiatt Kohler tábornoknak, mondván, hogy ennek hatására az amerikai ellenállás erősödhet. Kohler tábornok rámutat, hogy Malmedy az SS és nem a Wehrmacht ellenőrzése alatt állt.
A bujkáló Weaver hadnagyra szintén rejtőzködő amerikai katonák bukkannak, s kérdik mi tévők legyenek. Weaver hadnagy ígéri, hogy visszavezeti őket az amerikai vonalak mögé.
Konrad dühös amiatt, hogy a fiai sem élhetnének békében, áthelyeztetését kéri Hessler ezredestől. Hessler faggatózására ennek okáról elítéli Hessler ezredest gyilkosságért. Szemére veti, hogy az egész világot is megöletné, csak hogy a fekete páncélos egyenruhája megmaradhasson. Konrad múltbéli érdemeire tekintettel Hessler ezredes megkíméli Konrad életét, és az üzemanyag szállítókhoz osztatja be von Diepel őrnaggyal.
Az amerikaiak átcsoportosítják erőiket és ellentámadást kívánnak szervezni. Guffy őrmester körbe kérdezi az embereket, hogy harcoltak-e Amblève-ben. Amikor egyik katona azt válaszolja neki, hogy a hotel, amelyikben Louise lakott, teljesen megsemmisült, Guffy bosszúra szomjazva kérdezi Grey tábornokot, hogy mikor támadják már meg a németeket.
Az ellentámadást hátráltatja, hogy a ködös időjárás miatt nem ismerik a német tankok helyzetét. Kiley alezredes ráveszi Joe-t egy felderítő küldetésre. A repülőgép a nagy ködben majdnem összetörik egy sziklán, de folytatják a német tankok keresését. Kiley alezredes leállíttatja a repülőgép motorját Joe-val és alacsonyabban repülve meghallják, majd megpillantják Hessler ezredes tigris harckocsioszlopát, amint az az amerikai vonalak felé halad a ködben. Rádión jelenti a német tankok koordinátáit, de utána a németek lelövik a repülőgépet, amely lezuhan egy amerikai üzemanyagraktár közelében. Joe életét veszti, Kiley alezredes megsérül.
Grey tábornok elhatározza, hogy beveti a tankokat, hogy kifogyassza az üzemanyagot a németek tankjaiból, bár tudja, hogy az amerikaiaknak nagy veszteségeik lesznek, a gyengébb tűzerő és a vékonyabb páncélzat miatt. A tankcsatában Hessler ezredes tankja kilövi Guffy őrmester harckocsiját. A torony lerepül, de a harckocsi mozgásképes marad. Guffy sértetlen marad, Eddie megsebesül, de Guffy tovább akarja folytatni a harcot. Azonban az amerikai harckocsizó parancsnok Burke őrnagy (Charles Stalmaker) megparancsolja neki, hogy vonuljon vissza. Guffy hamarosan megáll és felkészül rá, hogy a harckocsi 30 kaliberes géppuskájával verje vissza a németeket. Weaver hadnagy lebeszéli Guffy őrmestert a további harcról és átveszi a parancsnokságot. Emberei felmásznak a sérült tankra és az amerikai üzemanyagraktárhoz indulnak benzinért.
Hessler ezredes az egyre fenyegetőbb üzemanyaghiány miatt kiválik a csatából és 15 tankkal és az üres tartálykocsikkal megindul az amerikai üzemanyagraktár felé. Konrad éppen egy benzineshordót gurgat és figyeli a távozó ezredes tankját.
Schumacher hadnagy és kommandósai elfoglalták az amerikai üzemanyagraktárt. Weaver hadnagy, aki felismeri, hogy Schumacher hadnagy irányította az útkereszteződésnél rossz irányba, embereivel visszafoglalja az üzemanyagraktárat. Schumacher hadnagy és csapata elesik. Az amerikaiak észreveszik a sebesült Kiley alezredest. Ezután benzineshordókat gurítanak le az úton Hessler ezredes közeledő harckocsioszlopa elé és meggyújtják azokat. Számos német tank megsemmisül, Hessler tankját elhagyja a legénysége. Hessler ezredes maga ül a sofőr helyére és próbálja meg tovább vezetni a tankját. Egy újabb legurított benzineshordó elakad Hessler tankjában, a páncélos kigyullad, majd felrobban. Hessler ezredes a tankban ég.
A film végén egy amerikai felderítő tájékoztatja Grey tábornokot, hogy a németek feladták, elhagyják tankjaikat és gyalog vonulnak vissza Németország felé. Egy oszlop végén Konrad éppen eldobja a fegyverét, és elhagyott német járműveket látunk a mezőn.
A valódi ardenneki ütközet egyik híres jelenete is látható a filmben, amikor Anthony McAuliffe tábornok Bastogne parancsnoka "Nuts", frászt szóval válaszol a német követek megadási kérelmére.
|  | Itt a vége a cselekmény részletezésének! |

## Történelmi alakok ábrázolása
Hessler ezredes alakját Joachim Peiper Waffen-SS Standartenführerről mintázták, míg Kiley alezredes figurája Oscar Koch felderítő alezredesnek állít emléket, aki 1944. december elején előre jelezte a küszöbön álló német támadást, de jelentéseit figyelmen kívül hagyták.
Schumacher hadnagy és embereinek a szerepe a Greif hadműveleten alapszik, amelyben angolul beszélő és amerikai felszereléssel ellátott német katonákat dobtak le ejtőernyővel az amerikai vonalak mögött, hogy hidakat foglaljanak el és zavart keltsenek az amerikaiak között.
A filmbéli Wolenski őrnagy figurájának Hal D. McCown őrnagy, a 30. amerikai gyalogoshadosztály 119. gyalogezred 2. zászlóaljának a parancsnoka szolgáltatott alapot, aki miután német fogságba esett, rangidős hadifogolyként tárgyalt Peiper Standartenführerrel az amerikai hadifoglyokkal való bánásmódról. Ez a jelenet a filmben is szerepel Hessler ezredes és Wolenski őrnagy között.[forrás?]

## Történelmi pontatlanságok
A végső tankcsata az 1944. december 26-án Celles közelében lezajlott tankcsata durva ábrázolása, amikor a 2. amerikai páncéloshadosztály végleg megállította a 2. német páncéloshadosztály előretörését. A film azt a benyomást kelti, hogy az amerikai Sherman tankokat feláldozták, csak azért, hogy a németek harckocsijaiból kifogyjon az üzemanyag. A valóságban, mire a németek odáig elértek, már elfogyott az üzemanyaguk.
A filmben használt tankok nem korhűek, mert akkoriban nem léteztek a szükséges számban működőképes, filmforgatásra alkalmas második világháborús harckocsik. (Napjainkban is csupán egyetlen restaurált működőképes Királytigris létezik, a Musée des Blindés francia múzeumban, de az 1960-as években egy sem volt.) Azonban a filmben a szereplő M47 Patton tankok hűen mutatják be a német Királytigrisek fölényét a filmben M24 Chaffee harckocsik által játszott amerikai Shermanekkel szemben.
A kezdeti német áttörés ábrázolásának kivételével a filmben nem látszik a hideg időjárás és a hó, azaz azok a körülmények, amelyek között az igazi csata zajlott. A film fő csatajelenetében, amikor a tankok megütköznek hónak egyáltalán nincsen nyoma. A filmben több csatajelenet sík és kopár vidéken zajlott, nem pedig az Ardennekre jellemző hegyes, erdős, füves területen. A filmet Spanyolországban a Sierra de Guadarrama hegységben és Madridban forgatták.
Hiányzik a filmből ahogyan George Patton tábornok 3. amerikai hadserege felmenti Bastogne-t.
Egyáltalán nincsen utalás a filmben angol csapatokra, amelyek a valóságban a Meuse folyó vonalát szállták meg, de a harcokból szinte teljesen kimaradtak.
Szintén nem szerepel a filmben Eisenhower tábornok döntése, amellyel két részre osztotta az ardenneki front parancsnokságát és két amerikai hadsereget ideiglenesen Montgomery angol tábornok parancsnoksága alá rendelt a csata északi szektorában.
Ugyancsak nem említi a film a szövetséges légierő tevékenységét, amivel az idő kitisztulása után nagy csapást mért a német csapatokra.
A film bevezető elbeszélője (William Conrad) említi Montgomeryt és Pattont, de pontatlanul mondja, hogy "északon állt Montgomery 8., délen Patton 3. hadserege."
A valóságban Montgomery a 21. hadseregcsoportot parancsnokolta. A 8. angol hadsereg, amelyet Montgomery korábban vezetett Olaszországban volt az Ardenneki csata idején. Bár valóban Patton vezette a 3. hadsereget az összecsapás idején, de ez a hadsereg egy jóval nagyobb egysége az Omar Bradley tábornok irányította négy hadseregből álló 12. hadseregcsoportnak.

## Történelmi hitelesség
A film helyesen ábrázolja a csata egyik fő jellemzőjét, hogy az Ardennekben állomásozó tapasztalatlan amerikai egységek nem voltak egyenrangú ellenfelei a támadó németeknek és az amerikai front áttörése utáni zavarodottságot.
Emellett a film felhívja a figyelmet e nehéz német páncélosok fölényére, és legnagyobb gyengeségükre, az üzemanyaghiányra.

## Gyártás
Bernard Gordon forgatókönyvíró azt állítja, hogy átírta John Melson eredeti forgatókönyvét.
A film rendezőjének eredetileg Richard Fleischert szánták, aki visszautasította az ajánlatot, majd Edward Dmytryket, akivel viszont Jacob Warner a Warner Brotherstől nem volt hajlandó együtt dolgozni.
Piaci áron és megkötések nélkül a spanyol hadsereg körülbelül 500 teljesen felszerelt katonát biztosított a filmhez, valamint 75 tankot és egyéb járművet, közöttük második világháborús régiségeket.
A filmben a német szereplőket – Hessler ezredes (Robert Shaw) és Schumacher hadnagy (Ty Hardin) kivételével – német színészek alakították.
A film katonai szakértője Meinrad von Lauchert német tábornok volt, aki a 2. német páncéloshadosztály parancsnokaként maga is részt vett az ardenneki csatában.

## Reakciók
Eisenhower tábornok nyugdíjba vonulása után sajtótájékozatót tartott, hogy felsorolja a film nagyobb történelmi pontatlanságait.

## Későbbi kiadások
Az eredeti VHS változat otthoni használatra jelentősen meg lett vágva, hogy a film ráférjen egyetlen VHS kazettára az ár csökkentése miatt, és egy olyan technika lett alkalmazva, hogy a szélesvásznú mozifilm a 4:3-as arányú televíziókon is élvezhető legyen, bár így a kép fele elveszett.
A 2005-ös DVD kiadáson a teljes film rajta van, mégpedig az eredeti 2,76:1 arányban, úgynevezett Letterbox technikával látható.
A 2007-es Blu-ray kiadáson tévesen szerepel a 2,35:1 képarány, valójában az is 2,76:1 arányban tartalmazza a filmet. Későbbi Blu-ray kiadásokon ezt a hibát javították.

## Szereposztás
| Szerep                                 | Színész              | Magyar szinkron   |
| -------------------------------------- | -------------------- | ----------------- |
| Kiley hírszerző alezredes              | Henry Fonda          | Tordy Géza        |
| Hessler harckocsizó ezredes            | Robert Shaw          | Mécs Károly       |
| Grey tábornok                          | Robert Ryan          | Somogyvári Rudolf |
| Pritchard ezredes                      | Dana Andrews         | Benkő Gyula       |
| Duquesne őrmester                      | George Montgomery    | Szokolay Ottó     |
| Schumacher hadnagy                     | Ty Hardin            | Konrád Antal      |
| Louise                                 | Pier Angeli          | Venczel Vera      |
| Elena                                  | Barbara Werle        | Dallos Szilvia    |
| Wolenski őrnagy                        | Charles Bronson      | Sztankay István   |
| Konrad, Hessler ezredes tisztiszolgája | Hans Christian Blech | Egri István       |
| Kohler tábornok                        | Werner Peters        | Horkai János      |
| Weaver hadnagy                         | James MacArthur      | Szakácsi Sándor   |
| von Diepel őrnagy                      | Karl-Otto Alberty    | Dózsa László      |
| „Guffy” harckocsizó őrmester           | Telly Savalas        | Inke László       |
| Eddy, Guffy harckocsizó lövésze        | Steve Rowland        | ?                 |
| Joe, Kiley pilótája                    | Robert Woods         | Ujréti László     |
| Burke harckocsizó őrnagy               | Charles Stalmaker    | Buss Gyula        |
| Narrátor                               | William Conrad       | Bodor Tibor       |